# English Electric

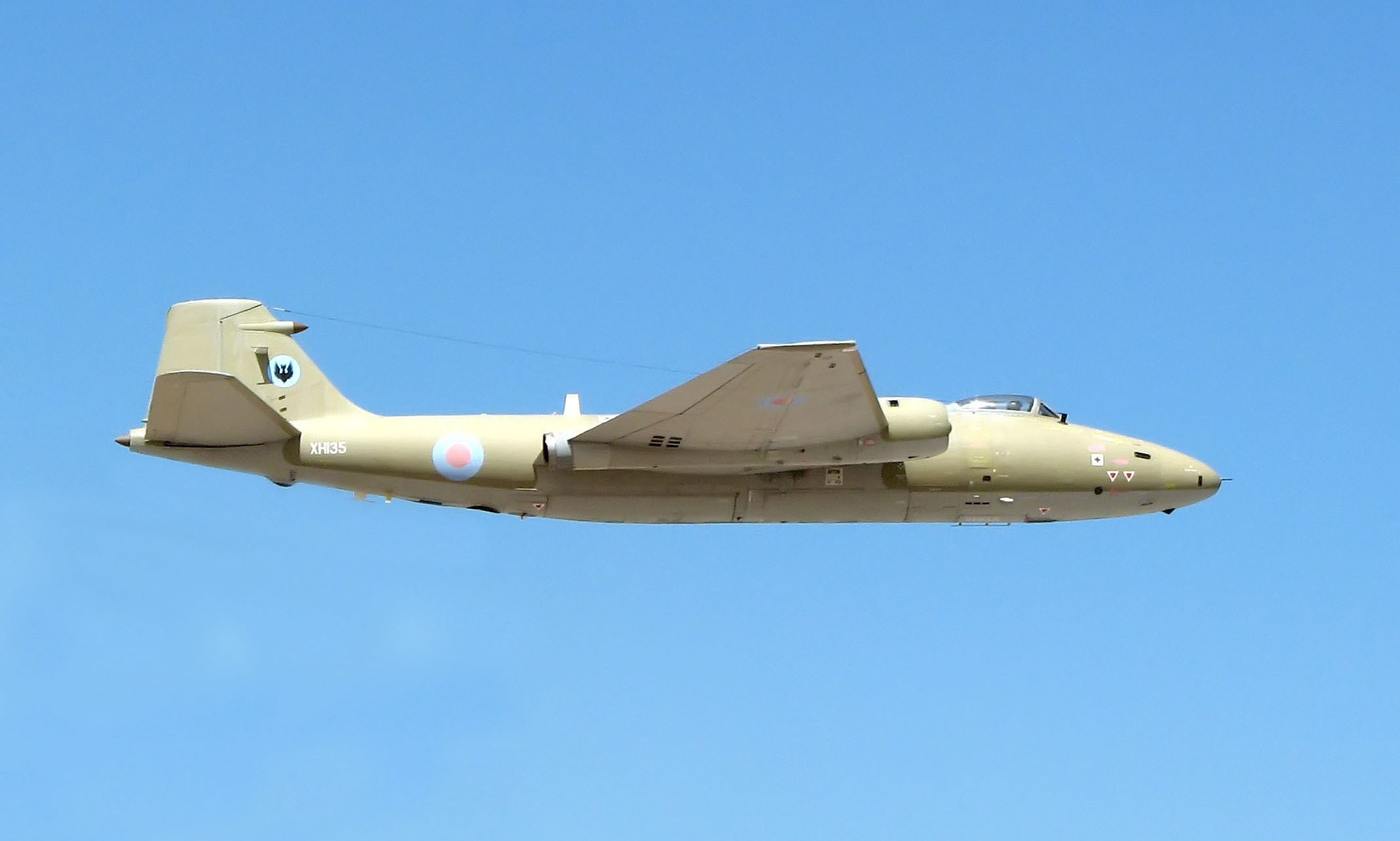
Bombowiec odrzutowy English Electric Canberra

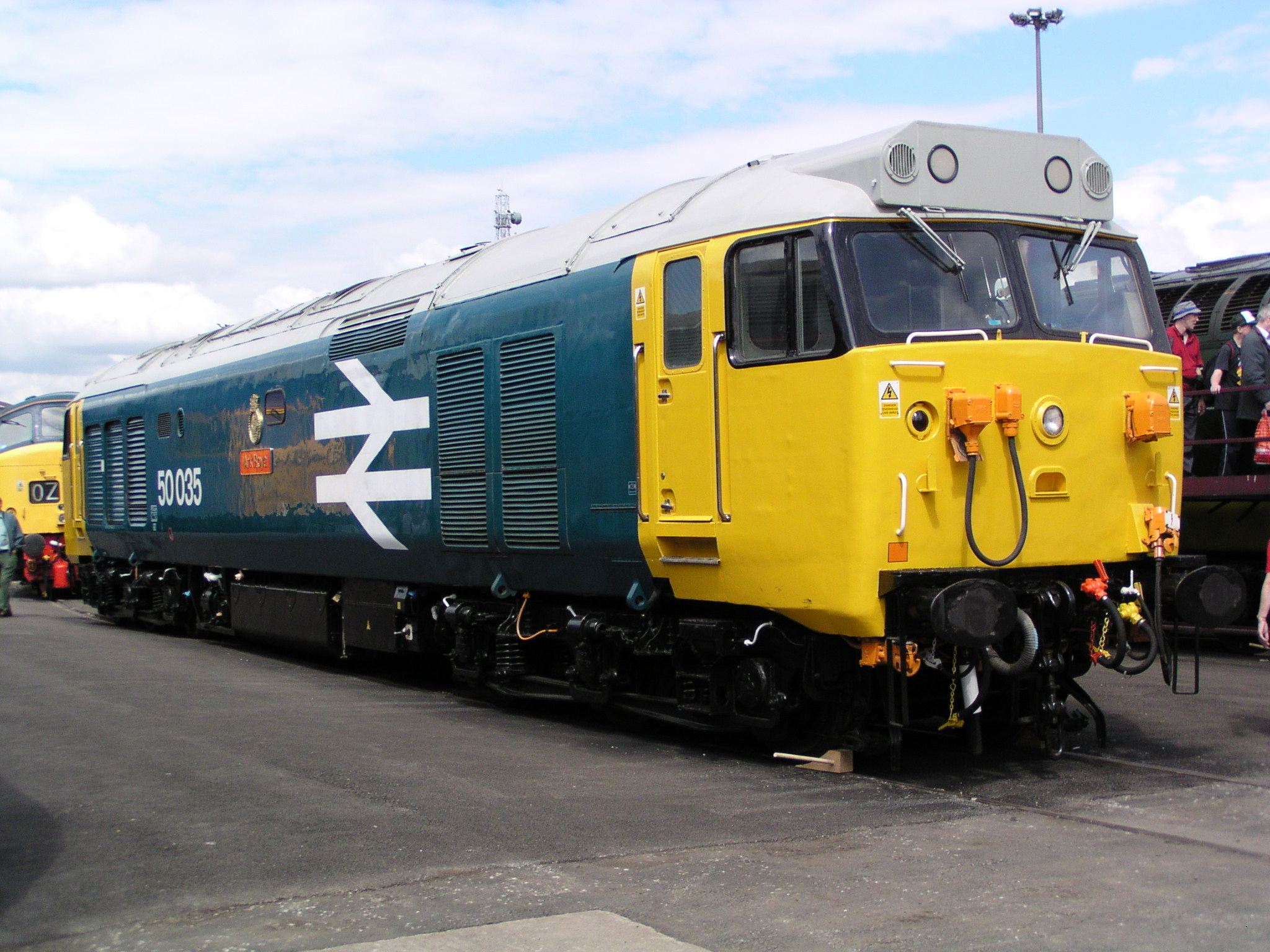
Lokomotywa spalinowa British Rail Class 50

English Electric – brytyjski producent silników elektrycznych, a także lokomotyw i samolotów, przejęty w roku 1968 przez koncern General Electric Company (GEC).

## Historia
Firma English Electric Company powstała w 1918 z połączenia lub przejęcia kilku mniejszych zakładów produkujących tabor kolejowy, tramwaje, urządzenia elektryczne, samoloty i uzbrojenie. W zakresie produkcji lotniczej firma budowała do 1926 roku łodzie latające, kiedy to dział lotniczy został zamknięty z uwagi na brak zamówień. Istotne dla bytu i pozycji firmy było dostarczenie w latach 30. osprzętu dla elektryfikacji sieci kolejowej brytyjskiego przedsiębiorstwa Southern Railway. W kolejnych latach firma przejmowała różne inne firmy, rozszerzając skalę swojej działalności, m.in. w 1946 zakłady radiotechniczne Marconi Company, a w 1955 producentów taboru kolejowego Vulcan Foundry i Robert Stephenson and Hawthorns.
W 1939 roku, tuż przed II wojną światową firma powróciła do produkcji lotniczej, budując na licencji bombowce Handley Page Hampden i Handley Page Halifax, a następnie w 1944 odrzutowce de Havilland Vampire. Tuż po wojnie firma zorganizowała własne biuro konstrukcyjne, w którym powstał udany bombowiec English Electric Canberra i myśliwiec English Electric Lightning, będący pierwszym brytyjskim samolotem, który przekroczył podwójną prędkość dźwięku. W 1958 dział lotniczy firmy został wyodrębniony jako firma English Electric Aviation Ltd., a w 1960 wszedł (pod naciskiem rządu) w skład koncernu British Aircraft Corporation (BAC), z udziałem 40%. W 1963 do BAC przeszedł także dział pocisków kierowanych English Electric.
W 1968 koncern English Electric został przejęty przez koncern General Electric Company (GEC).
Wśród produktów zakładów English Electric są także dwie serie lokomotyw elektrycznych wyprodukowane na zamówienie PKP – EP01 (E100) i EU06 oraz elektryczny wagon silnikowy EN80 eksploatowany na WKD.

## Produkty

### Samoloty
- Wren(inne języki) (1921)[1]
- Ayr(inne języki) (1924)[1]
- Kingston(inne języki) (1924)[1]
- Canberra (1949)[1]
- Lightning (1954)[1]

Na licencji:
- Handley Page Hampden (1939–?)[1]
- Handley Page Halifax (1940–1945?)[1]
- de Havilland Venom[1]

### Lokomotywy
- DP1(inne języki) (1955, 1 egzemplarz)[2]
- British Rail Class 20(inne języki) (1957–1968, 135 egzemplarzy)[2]
- British Rail Class 40 (1958–1962, 180 egzemplarzy)[2]
- British Rail Class 23(inne języki) (1959, 10 egzemplarzy)[2]
- British Rail Class 83(inne języki) (1960–1962, 15 egzemplarzy)[2]
- British Rail Class 37(inne języki) (1960–1965, 309 egzemplarzy)[2]
- British Rail Class 55(inne języki) (1961–1962, 22 egzemplarze)[2]
- DP2(inne języki) (1962, 1 egzemplarz)[2]
- British Rail Class 86(inne języki) (1965–1966, 60 egzemplarzy)[2]
- British Rail Class 73(inne języki) (1965–1967, 43 egzemplarze)[2]
- British Rail Class 50(inne języki) (1967–1968, 50 egzemplarzy)[2]